# Поопо (город)
Поопо (исп. Poopó, кечуа Puwpu) — город в западной части Боливии. Административный центр одноимённой провинции в департаменте Оруро. Расположен в 53 км к югу от города Оруро, на высоте 3 758 м над уровнем моря, на берегу реки Поопо, к востоку от озера Поопо.

## Население
Население по данным переписи 2001 года составляло 1923 человека; данные на 2010 год сообщают о населении 1809 человек. Основной язык населения — кечуа.